# Tom Bourdillon
Pour les articles homonymes, voir Famille Bourdillon et Bourdillon.
Thomas Duncan (Tom) Bourdillon, né le 16 mars 1924 à Kensington, à Londres, et mort le 29 juillet 1956 dans l'Oberland bernois en Suisse, est un alpiniste et physicien britannique, considéré comme l'un des meilleurs montagnards de sa génération.

## Biographie

### Jeunesse
Fils aîné de Robert Bourdillon, dit Robby, Tom fréquente l’école de Gresham à Holt dans le Norfolk. Il fait ses études Universitaires à Oxford et devient physicien.
En 1951, il prend part à l'expédition de reconnaissance du versant népalais de l'Everest en compagnie d'Eric Shipton. L'année suivante, il fait partie de l'expédition au Cho Oyu, toujours avec Shipton.
En 1953, il est choisi pour participer à l'expédition de John Hunt en Himalaya, qui sera la première à atteindre le sommet de l'Everest. En tant que physicien, il adapte aux conditions de l'Everest les appareils à oxygène à circuit ouvert qui sont habituellement utilisés dans les avions de la Royal Air Force. Le circuit ouvert est un principe utilisé depuis les années 1920 sur l'Everest. En parallèle, il expérimente aussi un autre type d'appareil très novateur.

### Système de respiration d’oxygène pur en circuit fermé
Le système de respiration d’oxygène pur en circuit fermé, en utilisant un circuit fermé d'oxygène pur et un système de recyclage par boîtes interchangeables de chaux sodée, permet d'obtenir avec la même réserve d’oxygène qu’un appareil classique une bien plus grande autonomie. L'utilisateur respire dans des conditions équivalentes à celui du niveau de la mer et le système de recyclage maintient le flux gazeux à une température agréable même par grand froid.
En 1953, cet appareil souffre, malheureusement pour Tom, d'un grand manque de mise au point dans les conditions du sommet de l'Everest. Le gel par grand froid de la boîte de chaux sodée dans les minutes qui suivent sa mise en place sur l'appareil, problème découvert seulement au col Sud, fut une des causes de l’échec de sa tentative d’ascension de l'Everest.
De plus en cas de manque d'alimentation en oxygène, le porteur de l'appareil passe soudainement des conditions de respiration du niveau de la mer à celui de son altitude de travail.

### Tentative d'ascension de l'Everest
Avec Charles Evans, tous deux équipés du système de respiration d’oxygène pur en circuit fermé avec recyclage, il fait partie de la première paire d'alpinistes qui tente le sommet.
Partis, avec 2 heures de retard à cause de la casse d'une soupape sur l'appareil de Charles Evans, le 26 mai 1953 vers 8 heures du matin du col Sud (7 900 m), ils atteignent le pic sud de l'Everest (8 751 m) à 13 heures en respirant de l'oxygène pur. Le sommet est à portée de main, le ressaut qui ne porte pas encore le nom d'Hillary les nargue à quelques dizaines de mètres. La météo est bonne vers le sommet et il reste 90 mètres d'altitude à parcourir en 2 ou 3 heures de marche estimée.
Mais un nouveau problème technique apparaît avec l'appareil d'Evans. De plus la conséquence d'un mauvaise choix dans le moment de remplacement des boîtes de chaux sodée (à cause de la difficulté de mise en place de la nouvelle boîte à plus de 8 000 m d'altitude et du gel possible de celle-ci) entraîne une incertitude sur la disponibilité de leurs réserves d’oxygène. Tout cela compromet la progression de l'équipe et met en cause sa sécurité. Devant ces deux difficultés et à contre-cœur pour Tom, ils décident de rebrousser chemin, battant quand même le record du monde d'altitude atteinte.
Cette décision leur permet d'échapper à la mort certaine qui les attendait par épuisement de leur réserve d'oxygène pur au retour victorieux du sommet.
Revenu au camp du col Sud vers 16 h 30, ils décrivent la dernière partie de l'arête et cèdent la gloire de la réussite à Edmund Hillary et son Sherpa népalais Tenzing Norgay qui atteindront le sommet trois jours plus tard en bénéficiant d'un camp supplémentaire établi vers 8 500 m environ.
Contrairement à celui d'Edmund Hillary, et comme pour le chef d'expédition John Hunt et les autres membres de l'équipe de 1953, son nom est presque oublié de nos jours[réf. nécessaire].

### Mort accidentelle
Il meurt accidentellement en compagnie d'un autre alpiniste, Richard Vinay, le 29 juillet 1956 en tentant la face est du Jägihorn dans l'Oberland bernois. Il est enterré au cimetière de Visp. Une pointe porte désormais son nom aux Dents Blanches.

### Vie privée
Marié le 15 mars 1951 avec Jennifer Elizabeth Clapham Thomas (née en 1929, fille de Ronald Clapham Thomas), il avait deux enfants.

## Ascensions
- 1950 - Face nord des Drus
- 1953 - Sommet sud de l'Everest (8 751 m), le 26 mai

## Filmographie
Tom Bourdillon apparait dans deux films :
- The Conquest of Everest (1953) ;
- The Race for Everest (2003).